# Eva Hurychová
Eva Hurychová (ur. 25 lipca 1951 w Vysokim Mýcie) – czeska piosenkarka, kompozytorka, tekściarka, pisarka i dziennikarka.

## Życiorys
Urodziła się w 1951 r. w Vysokim Mýcie. W wieku trzech lat przeprowadziła się wraz z rodzicami do Liberca. Dorastała w rodzinie o tradycjach muzycznych, dzięki czemu zainteresowała się pisaniem utworów muzycznych i tekstów. 
Przez kilka lat pracowała w Radiu Czechosłowackim. Kształciła się w praskim Konserwatorium Ludowym. W latach 70. zaczęła śpiewać w trio Letokruhy, a z czasem założyła zespół muzyczny Drops. W latach 80. nakładem wytwórni Supraphon wychodziły jej pierwsze autorskie single.
Znaczącą rolę w jej karierze odegrało spotkanie z Janem Neckářem (bratem Václava Neckářa) w 1982 r. Wówczas też rozpoczęła współpracę z zespołem Bacily. Neckář napisał dla niej szereg utworów muzycznych. Wspólnie nagrali szereg duetów, m.in. „Já přijdu”, do którego powstał również teledysk. Kompozycja „To chce mít svůj systém” przyniosła im brąz na festiwalu Bratislavská lýra.
Autorka muzyki i tekstów dla innych artystów.

## Dyskografia
- Jednou úsměv, jednou pláč / Vodník – Panton – SP
- Dám ti pusu k svátku / Ráno budu nad věcí – Supraphon – SP
- Černobílá láska / Já nemám čas – Supraphon – SP
- Nebuď sám / Prohrané sázky – Supraphon – SP
- Já přijdu – Eva Hurychová i Jan Neckář/Souhvězdí lásky – Eva Hurychová – Supraphon – SP
- Má sestra Helga – Eva Hurychová i Jan Neckář/ Jdou s módou – Eva Hurychová – Supraphon – SP
- To chce mít svůj systém – Eva Hurychová i Jan Neckář/Samolepa Lýdie – Supraphon – SP
- Za mléčnou dráhou / Elektra – Supraphon – SP
- Péťo, čau – Eva Hurychová/Já to zkrátím – Eva Hurychová i Jan Neckář – Supraphon – SP
- Konkurs na lásku / Páteční taneční – Supraphon – SP
- Láska je hráč / Purpurový déšť – Supraphon – SP
- Štěstí prodávám / Tam, kde je Singapur – Supraphon – SP
- 1978 Je to loď – Supraphon – SP
- 1982 Mário / Hráli rokenrol – Supraphon – SP
- 1984 To chce mít svůj systém – Eva Hurychová i Jan Neckář – Supraphon – SP (Bronzová Bratislavská lyra – 1984)
- 1984 Je nebezpečný / Sto procent – Supraphon – Supraphon – SP
- 1985 Hifi – Supraphon – SP (Bratislavská lyra 1985)
- 1986 Chybička se vloudí / Hifi – Supraphon – SP (Eva Hurychová i Pudr)
- 1986 Dnes na tom záleží – Supraphon – LP
- 1987 Mít rád a žít / Chodí s Gábinou – Supraphon – SP (Bratislavská lyra 1987)
- 1995 Já přijdu – CD – (z Kristýną i Barborą)/Poušť – Fermata
- 1997 Já přijdu – Sony Music / Bonton – CD – (edice 20× – Eva Hurychová – 20× …a dvě navíc)
- 2007 Souhvězdí lásky – FR centrum – CD – (Eva Hurychová & Bacily)[2]

### Kompilacje
- 1978 Přátelství písní – Panton – Kdo marně touží – Eva Hurychová i Jaromír Mayer/Zlatý déšť
- 1980 Kytice melodií – Panton – Mám ráda růže
- 1984 20 nej… – – 05 – Já přijdu – Eva Hurychová i Jan Neckář
- 1986 Jiří Zmožek – Nejhezčí dárek 2 – Supraphon – 11. Nejhezčí dárek (50 wykonawców)
- 1989 Písně Jiřího Zmožka 2 – Merkur – Breviář lásky/Péťo čau
- 1992 Časy se mění?! – Neane Records – Já přijdu – Eva Hurychová i Jan Neckář
- 1996 Rádio hity – Nadace – Já přijdu
- 1996 Brousek pro tvůj jazýček – 2 – FERMATA – (2audio)
- 1997 Hity 1985 – Bonton Music – 16. Za mléčnou dráhou
- 1997 Hity 1986 – Bonton Music – 09. Péťo čau
- 2004 Hitparáda 80. let – Supraphon (DVD) – 26. Nejhezčí dárek (50 wykonawców)
- 2006 Christmas Song – – Mám pro tebe dárek
- 2007 Dávno tě znám – FR centrum – 08. Mám pro tebe dárek/13. Voda a kámen
- 2007 Chtěl bych tvou lásku – FR centrum – 12. Tvé kroky vzdálené/17. Já přijdu
- 2007 S tebou mě baví žít – FR centrum – 02. Už nám svítá/14. Chybička se vloudí
- 2007 Proč nemůžu tě znát – FR centrum – 19. Kdo to vzdává, nevyhrává – Eva Hurychová i Marcela Kyselová
- 2007 Vánoční tajemství – FR centrum – 03. Když nálada je vánoční/11.Mám pro tebe dárek/18.Vločky
- 2008 Duety – Robert N. – Ivox – Já příjdu – Eva Hurychová i Robert N.